# Laurin (släkt)
Laurin är ett släktnamn som bärs av åtminstone fyra-fem svenska släkter utan inbördes släktskap. En släkt härstammar från Söderköping i Östergötland, en annan från ett Laurila i Finland, en tredje från Lau socken på Gotland. Släktskapet och sambandet mellan familjer som bär namnet idag är ofta oklart.

## Östgötasläkten Laurin

### 1550-1750
Den mest talrika släkten med detta namn är förmodligen den östgötska. Den räknar Lars Olofsson från Söderköping som sin stamfar. Lars Olofssons födelseår okänt, men han dog 1606 på Stegeborg och begravdes i S:t Laurentii kyrka i Söderköping, under en gravhäll i koret som fortfarande finns kvar. Äldre uppgifter om att Lars Olofsson skulle ha haft utländskt ursprung och varit far till en man som adlades har visat sig ogrundade. Däremot adlades två sonsöner till Lars son.
Lars Olofsson nämns i källorna som innehavare av flera offentliga tjänster inom kronans länsförvaltning på Stegeborgs slott, i många år som befallningsman och fogde i Skärkinds, Hammarkinds och Memmings härader i östra Östergötland. Med sin hustru Helena Johansdotter fick han åtminstone sju barn, däribland kyrkoherden och psalmförfattaren Laurentius Laurinus (1573/77 - 1655/56). Dennes andra hustru Elisabeth var dotter till biskopen Hans Ungius. Laurentius och Elisabeth fick två söner, Johan Laurinus och Lars Laurentii Laurinus d.y.
Johan Laurinus blev rådman i Stockholm och far till Magnus Laurin (1666-1736), som 1691 adlades Lagerström. Lars Laurinus blev kyrkoherde i Söderköpings församling och far till Johan Laurin (1643-1698), som slutligen blev överste och kommendant på Marstrands fästning. Han adlades 1678 liksom senare hans kusin Magnus, men hade endast en son som dog som barn och slöt därmed själv sin ätt.
En annan son till Laurentius Laurinus var Christophorus Laurinus (1642-1702), som blev kyrkoherde i Törnevalla socken. Hans son Nils Laurin (1697-1751) blev kapten.

### Efter 1750
Nils blev far till Anders Christoffer Laurin (1718-1788) som 1776 adopterades på sin avlidne svärfars adliga ätt och nummer som Klöfverfelt.
En medlem av östgötasläkten Laurin bosatte sig i mitten av 1700-talet på Gotland och grundade därmed en gotländsk gren av släkten. I slutet av 1800-talet skall den dock ha försvunnit därifrån genom återflyttning till fastlandet. Detta bidrar till förvirringen kring släktnamnet, eftersom det finns flera familjer på Gotland och i övriga Sverige som har namnet efter Lau socken.
Till Gotlandsgrenen hörde Gustaf Filip Laurin, som gifte sig med Emilia Norstedt varpå deras söner övertog förlaget P.A. Norstedt & Söner. Den med Norstedt besläktade grenen har givit namn åt Laurinska villan och Laurinska huset, båda i Stockholm.

### Personer ur östgötasläkten
- Laurentius Laurinus (1573/77 - 1655/56), rektor, kyrkoherde, psalmdiktare
- Thorsten Laurin (1875–1954), bokförläggare och konstsamlare
- Gösta Laurin (1836–1879), boktryckare och bokförläggare
- Carl Gustaf Laurin (1868–1940), konsthistoriker och pedagog
- Carl Johan Laurin (1813–1853), musiker och tonsättare